# Mioveni
Mioveni è una città della Romania di 34 142 abitanti, ubicata nel distretto di Argeș, nella regione storica della Muntenia.
Fino al 1989 la località era un comune chiamato Colibași, facente parte dell'area suburbana di Pitești. Il 19 aprile 1989 assumeva lo status di città. Infine, nel 1996, su decreto del Parlamento e su espressa richiesta delle autorità locali, la città tornava al nome originario di Mioveni.
Situata a soli 15 km dal capoluogo del distretto Pitești, Mioveni è un importante centro industriale in quanto ospita il principale stabilimento della casa automobilistica Dacia, oggi facente parte del gruppo Renault.